# Christine Althauser
Christine D. Althauser (geb. in Lahr/Schwarzwald) ist eine deutsche Diplomatin im Ruhestand. Sie war zuletzt von 2017 bis 2021 deutsche Generalkonsulin im chinesischen Shanghai.

## Leben
Christine Althauser absolvierte nach dem Abitur am Scheffel-Gymnasium Lahr zwischen 1974 und 1980 ein Studium der Fächer Politikwissenschaften, Slawistik und Sinologie an der Ruprecht-Karls-Universität Heidelberg. Im Anschluss betrieb sie mehrere Auslandsstudien, und zwar von 1981 bis 1982 in Taiwan, danach 1982 bis 1983 im Rahmen eines Stipendiums des DAAD ein postgraduales Studium in der Sowjetunion sowie zuletzt 1983 beim Europäischen Parlament.
Althauser hat eine Tochter (* 1991).

## Laufbahn
Im April 1985 begann Christine Althauser als Attachée den Vorbereitungsdienst für den höheren Auswärtigen Dienst und trat nach dessen Abschluss Mitte 1987 in das Auswärtige Amt ein. Nach einer ersten Verwendung von 1987 bis 1990 an der Botschaft in der Volksrepublik China war sie zwischen 1990 und 1993 als Legationsrätin Referentin im Referat für Russland in der Zentrale des Auswärtigen Amtes in Bonn sowie anschließend von 1993 bis 1996 Mitarbeiterin an der Botschaft in den Niederlanden.
Zwischen Februar 1996 und Juli 1997 nahm Christine Althauser ein Sabbatical in Anspruch, um ihre Promotion an der Ruprecht-Karls-Universität Heidelberg vorzubereiten, die sie im Juli 1997 mit einer Dissertation zum Thema Russlands Weg in den Europarat bei Klaus von Beyme am dortigen Institut für Politische Wissenschaft abschloss.
Danach kehrte sie in den diplomatischen Dienst zurück und fand zwischen 1997 und 2000 Verwendung an der Botschaft in Russland und war danach von 2000 bis 2003 vom Auswärtigen Amt zum Planungsstab des Bundesministers der Verteidigung abgeordnet. Nach einer Verwendung an der Ständigen Vertretung bei der Europäischen Union in Brüssel zwischen 2003 und 2005 übernahm sie von 2005 bis 2007 eine Dozentur an der Albert-Ludwigs-Universität Freiburg am Lehrstuhl für politische Wissenschaften von Jürgen Rüland. 
Neben der Lehrtätigkeit wurde sie 2006 Mitarbeiterin der Wirtschaftsabteilung des Auswärtigen Amtes und danach von 2007 bis 2010 an der Ständigen Vertretung beim Europarat in Straßburg. Daraufhin fungierte sie zwischen August 2010 und Januar 2012 als Vortragende Legationsrätin Erster Klasse und Leiterin des Referats VN02 (Krisenprävention) im Auswärtigen Amt in Berlin sowie danach von Januar 2012 bis August 2014 als Leiterin des Pressereferats der Botschaft in Russland.
Im August 2014 wurde Christine Althauser Botschafterin in Nordmazedonien und damit Nachfolgerin von Gudrun Steinacker, die wiederum Botschafterin in Montenegro wurde. Von Sommer 2017 bis Mitte 2021 war Althauser deutsche Generalkonsulin in Shanghai. 

## Veröffentlichungen
- Russlands Weg in den Europarat, Münster 1997, ISBN 3-8258-3535-9